# Tông Hiến
Tông Hiến (là chữ gọi tắt của "Hiến pháp Tông Tòa", tiếng Latinh: Constitutio Apostolica) là loại văn kiện quy phạm cao cấp nhất và quan trọng nhất do Giáo hoàng ban hành. Thuật ngữ Hiến pháp - constitution có gốc Latinh là constitutio, dùng để chỉ bất kỳ luật quan trọng nào được Hoàng đế La Mã ban hành, nói cách khác, Tông Hiến hay Giáo luật Công giáo thừa hưởng các đặc tính của luật La Mã. Tông hiến được lưu trữ trong văn khố của nhà thờ.
Về bản chất, Tông Hiến được công bố rộng rãi đến muôn dân. Các hiến định phổ quát thường mang tước hiệu Tông Hiến và được sử dụng cho các vấn đề trang trọng của Giáo hội như công bố Giáo luật hoặc thực hiện huấn quyền giải thích giáo lý. Tước hiệu Tông Hiến về giáo lý và về mục vụ được sử dụng mang tính mô tả hơn là trình bày mục đích của Tông Hiến. Tông Hiến có thể ảnh hưởng trực tiếp đến Giáo luật Công giáo và pháp luật của Tòa Thánh Vatican.
Tông Hiến được ban hành qua một Tông Sắc vì tính trang trọng và phổ quát. Trong số các loại văn bản quy phạm của Giáo hoàng, Tông Thư ban hành dưới dạng Tự Sắc được xếp sau về tính trang trọng.

## Phần mở đầu
Tông Hiến thường được mở đầu bằng:
[Tước hiệu Giáo hoàng], Giám mục
Tôi tớ các Tôi tớ Thiên Chúa

Để muôn đời ghi nhớ.

## Một số Tông Hiến thường gặp

### Thế kỷ XVI
- Quo primum (1570) - Từ Thuở Ban Đầu của Giáo hoàng Pius V về Phụng vụ truyền thống (Tridentine).

### Thế kỷ XIX
- Ineffabilis Deus (1854) - Thiên Chúa bất khả ngộ của Giáo hoàng Pius IX về (tín điều) Đức Mẹ Maria vô nhiễm nguyên tội.
- Ad Universalis Ecclesiae (1862) - của Giáo Pius IX về điều kiện gia nhập các dòng tu của nam ứng sinh với quy định về lời tuyên khấn.